# Vicia tenera
Vicia tenera är en ärtväxtart som beskrevs av George Bentham. Vicia tenera ingår i släktet vickrar, och familjen ärtväxter. Inga underarter finns listade i Catalogue of Life.